# 高野綾
高野 綾（たかの あや、1994年3月14日 - ）は、日本の女子競泳選手（自由形）。大阪府茨木市出身。

## 来歴
幼稚園の頃から水泳を始める。近大附属高校を経て、同志社大学スポーツ健康科学部に進学。イトマンスイミングスクール所属選手は近畿大学へ進学することが多いが、あえて遠隔地の大学を選択した。
2012年4月の日本選手権200m自由形で、1分59秒46のタイムで4位に入賞、ロンドンオリンピックの女子800mリレーのメンバーに選出された。

## 戦績
- 2011年
  - 世界ジュニア水泳選手権 200m自由形 - 4位、400m自由形 - 4位
  - 第66回国民体育大会 400m自由形 - 優勝（日本歴代3位）
- 2012年
  - 第88回日本選手権水泳競技大会 200m自由形 - 4位